# 天鵝座V1762
天鵝座V1762，又名BD+52 2350，HD 179094、SAO 31413、HR 7275，是天鵝座的一颗恒星，视星等为5.81，位于銀經82.98，銀緯18.73，其B1900.0坐标为赤經19h 6m 5.2s，赤緯+52° 18.73′ 58″。